# 이명애 (작가)
이명애(1976년 10월 5일 ~ )는 대한민국의 그림책 작가이다. 대표작으로는 《플라스틱섬》, 《10초》, 《내일은 맑겠습니다》, 《휴가》 《꽃》이 있다.

## 생애
이명애는 1976년 10월 5일 대한민국 서울에서 태어났다. 그녀는 대학에서 한국화를 전공했다. 그녀는 졸업 후 게임캐릭터 디자이너로 일을 하다가 출산 후 공백기에 그림책에 관심을 가지기 시작하였다. 이후 그림책 작가의 길에 들어서게 되었다. 2014년 첫 그림책 《플라스틱섬》으로 창작그림책을 시작하였다. 그녀는 작업할 때 팟캐스트를 통해 아이디어의 영감을 받으며 회화와 그림책의 중간형태를 추구하며 작업을 하고 있다. 현재는 서울에서 작은 작업실을 운영하며 주기적으로 아이들과 수업을 하고 있다. 《내일은 맑겠습니다》,는 제작기간만 5년이 걸렸고, 그녀에게 가장 많이 성장한 계기가 된 책이라 가장 애정하는 책이다. 이후 제작 스타일이 많이 변화했다. 대표작으로는 《플라스틱섬》, 《10초》, 《내일은 맑겠습니다》, 《휴가》, 《꽃》이 있다.

## 커리어
그녀의 첫 창작 그림책 《플라스틱섬》으로 2015년 볼로냐 올해의 일러스트레이터로 선정되었고, 2015 나미 콩쿠르 Green Island상, 2015 BIB 황금패상을 수상하며 작품성을 인정받았다. 2020년도에 출간된 《내일은 맑겠습니다》는 2021년 BIB 황금사과상을 수상하였다. 《플라스틱섬》은 일본, 대만, 프랑스, 중국, 러시아에 연이어 저작권이 수출되며 해외 독자들과 만나고 있다. 현재 그녀는 바캉스 프로젝트 모임을 활동하고 있다. 바캉스 프로젝트는 한국을 대표하는 그림책 작가들이 모여 다양한 주제나 새로운 표현을 담은 독립 출판 프로젝트로서 대한민국 출판물의 새로운 문화를 창출하고 있다. 이 프로젝트를 통해 이명애 작가는 옛이야기를 모티브로 한 《춤》,《꽃》을 출간하였다.

## 스타일
그녀는 우리 주변에서 일어나는 현상을 그림책에 담아내고 있다. 작품을 통해 환경오염, 멸종동물, 인간과 동물의 공존에 대해서 이야기하고 있다. 그녀의 첫 그림책 《플라스틱섬》은 다큐멘터리를 통해 플라스틱 섬의 존재를 접한 후 바다 생물과 생태계를 오염시키는 플라스틱의 심각성을 그려냈다. 글과 그림의 대비를 통해 생태계의 심각성을 강력하게 전달하고 있다. 《10초》는 멸종동물의 이야기로 인간과 자연의 세상을 짧은 순간에도 뒤바뀌는 워터볼의 상징을 통해 구현해내었다. 《내일은 맑겠습니다》는 예측할 수 없는 날씨처럼 노란 선을 따라 펼쳐진 다양한 사람들의 삶의 단면들을 그려냈다. 《플라스틱섬》, 《10초》는 수묵화로 표현하였으며, 《내일은 맑겠습니다》에서는 연필, 색연필, 물감, 마카, 싸인펜 등 사용한 재료가 20가지나 된다. 《휴가》는 기존의 작품과 달리 자신의 경험이 녹아든 이야기를 선보였다. 휴가지에서 충전되는 과정을 색채가 변화하는 방식으로 구현해내며 일상 속 휴가에 대한 의미를 담아냈다.

## 작품
- 2021 <꽃> , 문학동네
- 2021 <휴가>, 모래알
- 2020 <플라스틱 섬>, 상출판사
- 2020 <내일은 맑겠습니다>, 문학동네
- 2015 <10초>, 반달
- 2014 <플라스틱섬> 상출판사

## 활동
그녀는 강연, 전시 등 다양한 활동을 통해 독자와의 소통을 지속적으로 이어가고 있다.
- 2022년 전주국제그림책도서전 작가원화전[4]
- 2021년 현대어린이책미술관 보따리바캉스 인터랙티브 전시[5]
- 2021년 싱가포르 아시아 어린이 콘텐츠 축제 작가 초청[6]
- 2020년 서울디자인재단 ‘일상의 예술, 그림책 전’ 온라인 전시회[7]
- 2019년 예테보리 국제 도서전 참가[8]

## 수상
- 2015년도 올해의 볼로냐 일러스트레이터 선정
- 2015년도 <플라스틱 섬> 나미콩쿠르 green island 수상[1]
- 2015년도 <플라스틱 섬> BIB 황금패상 수상[9]
- 2017년도 올해의 볼로냐 일러스트레이터 선정
- 2017년도 <내일은 맑겠습니다>나미콩쿠르 green island 수상[10]
- 2020년도 AOI 월드 일러스트레이션 어워드 2020 shortlist 선정[11]
- 2021년도 <내일은 맑겠습니다>BIB 황금사과상 Golden Apple Award 수상[12][2]